# Tomorrowland (album)
Tomorrowland – trzeci album studyjny australijskiej power metalowej formacji Black Majesty. Zespół podąża na nim drogą wytyczoną przez dwa poprzednie albumy. Muzyka zawarta na Tomorrowland to szybki i bardzo melodyjny power metal z elementami muzyki progresywnej. Podobnie jak na Silent Company grupa zamieszcza własną wersję klasycznego utworu rockowego, tym razem jest to "Soldier Of Fortune" Deep Purple z płyty Stormbringer.

## Lista utworów
1. „Forever Damned” – 5:10
2. „Into The Black” – 5:08
3. „Evil In Your Eyes” – 5:14
4. „Tomorrowland” – 4:48
5. „Soldier Of Fortune” – 3:25
6. „Bleeding World” – 5:15
7. „Faces Of War” – 5:35
8. „Wings To Fly” – 5:01
9. „Another Down” – 5:08
10. „Scars” – 4:57

Wszystkie utwory (oprócz Soldier Of Fortune) napisał i zaaranżował Black Majesty

## Twórcy
- John Cavaliere – wokal
- Stevie Janewski – gitara
- Hanny Mohamed – gitara i instrumenty klawiszowe
- Pavel Konvalinka – perkusja
- Evan Harris (Eyefear)[1] – gitara basowa
- Silvio Massaro (wokalista Vanishing Point[2]) – wokal wspierający (utwory: 3, 4, 6–9)
- Jason Old – wokal wspierający (utwory: 2, 5)

## Informacje o albumie
Tomorrowland został nagrany w Palmstudios (Melbourne). 
Inżynieria i miksy należą do Endela Riversa. Mastering albumu wykonali R.D. Liapakis i Christian Schmid w MusicFactory Studios (Niemcy). Projekt okładki i jej wykonanie należy (tak jak na poprzednich wydawnictwach) do Dirka Illinga, znanego z pracy dla Gamma Ray, Running Wild, Stormwarrior czy Axel Rudi Pell. Fotografie muzyków zamieszczone w książeczce wykonał Andrew Hart.